# 永福寺 (新宿区)
永福寺（えいふくじ）は、東京都新宿区にある曹洞宗の寺院。

## 歴史
1648年（慶安元年）、尊悦によって開山された。
境内には、現在新宿区の文化財に指定されている露坐の釈迦如来像と地蔵菩薩像がある。
釈迦如来像は、1756年（宝暦6年）建立の坐像で、坐高は1メートルである。地蔵菩薩像は、1853年（嘉永6年）建立の半跏趺坐像で、坐高は79センチメートルである。

## 交通アクセス
- 都営地下鉄大江戸線・東京メトロ副都心線東新宿駅より徒歩10分。
- 新宿駅西口・高田馬場駅よりバス(都営バス宿75・高71系統)「抜弁天」下車